# Antnäs
Antnäs är en tätort i Luleå kommun, cirka två mil söder om Luleå utmed E4. I Antnäs börjar Riksväg 94 mot Arvidsjaur. 
Antnäs och de kringliggande tätorterna Måttsund och Ersnäs kallas ofta för Sörbyarna.
Antnäs blev utsedd till Årets by i Luleå kommun 2013.

## Befolkningsutveckling
| Befolkningsutvecklingen i Antnäs 1960–2020 | Befolkningsutvecklingen i Antnäs 1960–2020 | Befolkningsutvecklingen i Antnäs 1960–2020 | Befolkningsutvecklingen i Antnäs 1960–2020 | Befolkningsutvecklingen i Antnäs 1960–2020 |
| ------------------------------------------ | ------------------------------------------ | ------------------------------------------ | ------------------------------------------ | ------------------------------------------ |
|                                            |                                            |                                            |                                            |                                            |
| År                                         |                                            |                                            | Folkmängd                                  | Areal (ha)                                 |
| 1960                                       | 1960                                       |                                            | 309                                        |                                            |
| 1965                                       | 1965                                       |                                            | 302                                        |                                            |
| 1970                                       | 1970                                       |                                            | 310                                        |                                            |
| 1975                                       | 1975                                       |                                            | 499                                        |                                            |
| 1980                                       | 1980                                       |                                            | 503                                        |                                            |
| 1990                                       | 1990                                       |                                            | 782                                        | 88                                         |
| 1995                                       | 1995                                       |                                            | 837                                        | 88                                         |
| 2000                                       | 2000                                       |                                            | 806                                        | 89                                         |
| 2005                                       | 2005                                       |                                            | 845                                        | 91                                         |
| 2010                                       | 2010                                       |                                            | 822                                        | 90                                         |
| 2015                                       | 2015                                       |                                            | 889                                        | 111                                        |
| 2020                                       | 2020                                       |                                            | 1 736                                      | 297                                        |
| Anm.: 2018 sammanväxte med Alvik           |                                            |                                            |                                            |                                            |

## Samhället
Byn har bland annat en kyrka (Sörbyakyrkan), sporthall, trygghetsboende, bensinstation (OKQ8), livsmedelsbutik (ICA), återvinningscentral och en möbelaffär. Antnäs har också en skola (F-6), Antnässkolan, samt två förskolor; den kommunala Antnäs förskola samt den privatägda Torpets Äventyrsförskola.
En gång tidigare låg Antnäs sanatorium i byn, som var det första sanatoriet i Norrbottens län.
Antnäs har också en sportklubb, Antnäs BK, med sektionerna basket, ishockey och längdåkning.